# Ubisoft Abu Dhabi
 (août 2017).
 (août 2017).
Ubisoft Abu Dhabi est un studio de développement de jeux vidéo situé à Abu Dhabi. Le studio a été fondé en 2013 dans le but de créer des jeux sociaux en ligne ou sur smartphones. Le premier jeu du studio est Les Experts : Hidden Crimes.

## Jeux développés
| Titre                       | Année                      | Plate(s)-forme(s)                    |
| --------------------------- | -------------------------- | ------------------------------------ |
| Les Experts : Hidden Crimes | 2014                       | iPhone, iPad, Android                |
| NCIS: Hidden Crimes         | 2016                       | iPhone, iPad, Android                |
| Growtopia                   | Racheté le 28 février 2017 | PC, iPhone, iPad, Android, Macintosh |